# Мартос Іван Романович
Іва́н Романо́вич Ма́ртос (нар. 1760, Глухів, Ніжинський полк, Гетьманщина (нині Сумська область, Україна) — пом. 4 (16) квітня 1831, хутір Парк-Трудолюб, Миргородський повіт, Полтавська губернія) — письменник, історик-аматор, діяч масонського руху.

## Біографія
Іван Романович Мартос народився в 1760 році в сотенному містечку Глухові (за даними В. Л. Модзалевського). Місцем народження також називають Ічню (нині Чернігівська область). Батько Івана, значковий товариш Роман Петрович Мартос, дійсно провів дитячі роки в Ічні, але потім служив у Ніжинському полку, в який входила і Глухівська сотня.
Походив із козацько-старшинського роду Мартосів. Засновники роду Мартин і Павло Мартоси переселилися в Лохвицю на Полтавщині з Правобережної України наприкінці 17 століття. Належав до гілки роду Павла Мартоса: прадід — Михайло Павлович Мартос (1701–бл. 1773), бунчуковий товариш; дід — Петро Михайлович Мартос, ічнянський сотенний отаман (помічник сотника) (1749—1755). І. Р. Мартос приходився племінником скульптору Івану Петровичу Мартосу.

### Служба в Україні
Батько І. Р. Мартоса був небагатим козаком, тому Івану в житті довелося надіятися лише на власні сили, а для успішної кар'єри була потрібна освіта. Тож він навчався в Києво-Могилянській академії, по закінченню якої був записаний на військову службу в гвардію в нижніх чинах, але від військової кар'єри відмовився. З 1778 року служив кабінетним секретарем графа Кирила Розумовського, бувшого гетьмана України, при проживанні графа в Батурині з 1776 року до початку 1780-х років.
Після від'їзду графа Розумовського до Москви служив до 1792 року у адміністративному апараті Київського намісництва: Київська верхня розправа (суд у справах однодворців, державних і приписних селян); Київська казенна палата (відомство по збиранню податей).
У вересні 1789 року був визнаний Київськими дворянськими зборами дворянином і внесений в II частину дворянської родовідної книги Київського намісництва.
З жовтня 1793 року служив у війську фур'єром в лейб-гвардії Преображенському полку, з 1 січня 1795 року — поручик у відставці через хворобу.

### На державній службі в Санкт-Петербурзі
В пошуках пристойного заробітку та кар'єрного росту І. Мартос в 1796 році погодився з призначенням у Північно-Західний край, де служив прокурором губернського магістрату Слонімської губернії. В тому ж році супроводжував з Гродно до Санкт-Петербурга останнього польського короля Станіслава II Августа Понятовського, який зрікся престолу після третього поділу Речі Посполитої.
В березні 1797 року через ліквідацію імператором Павлом І Слонімської губернії був переведений в Державну Камер-Колегію на посаду камеріра (казначея), з того часу і служив у Санкт-Петербурзі. В липні 1797 року переведений губернським секретарем в Департамент Уділів, по службі і в чинах просувався успішно. В грудні 1797 року — титулярний радник, з листопада 1798 року — колезький асесор, а з 1800 року — столоначальник департаменту. В атестаті Департаменту Уділів про І. Мартоса написано наступне: «За весь час його служіння в департаменті уділів виконував покладені на нього посади з особливою старанністю, ретельністю, спритністю і похвальним успіхом».
В 1802 році перейшов на службу в Правлячий сенат секретарем 3-го Департаменту, пізніше — обер-секретар. З 1809 року служив у Міністерстві юстиції експедитором, потім обер-прокурором і виконуючим обов'язки директора департаменту. В 1813 році — колезький радник. Здобув репутацію чиновника-ділка, який представляв і лобіював інтереси певних осіб в урядових установах. Підтримував дружні стосунки з В. В. Капністом, В. Я. Ломиковським, В. С. Томарою, Д. П. Трощинським. Спілкувався й з дядьком, скульптором Іваном Петровичем Мартосом. В 1794 році був восприємником при хрещенні його сина Петра у Свято-Духівській церкві Академії Мистецтв.
В 1809 році опублікував «Исследования банного строения, о котором повествует летописец Нестор», ставши відомим і як письменник. Сучасники називали це дослідження дуже ґрунтовним по ерудиції та критичному аналізу
.
В 1810—1816 роках належав до масонських лож у Санкт-Петербурзі, входив у масонську ложу «Єлизавети чесноти», спілкувався з відомими діячами масонського руху П. І. Левенгагеном і О. Ф. Лабзіним (ложа «Сфінкса»).
Новий міністр юстиції Д. П. Трощинський призначив І. Р. Мартоса з січня 1815 року директором департаменту, але на новій посаді той пробув недовго, в 1816 році він вийшов у відставку через хворобу (нервовий розлад), отримавши при звільненні чин статського радника та пенсію в розмірі 3000 рублів на рік.

### Останні роки життя
В Санкт-Петербурзі І. Мартоса ніщо не тримало, свій шлюб з Єфросинією Федорівною, уродженою Волковою, він розірвав у 1807 році через її подружню невірність, а дітей у тому шлюбі не було. Тому І. Мартос виїхав в Україну, хоча там він і не мав жодних маєтностей. Спочатку зупинився у рідному Глухові, «щоб, там оглядівшись, вибрати собі де-небудь в Малоросії притулок». В Україні мав він друзів, які пропонували йому пожити в їхніх маєтках.
На запрошення Івана Михайловича Гамалії, майора, який служив у Санкт-Петербурзі, проживав у його маєтку в Клепалах під Путивлем, потім у січні 1817 року переїхав до Прилук, звідки навесні поїхав на кавказькі мінеральні води. Повідомляв дядькові І. П. Мартосу, що лікування водами йому допомогло. Зиму 1817—1818 року провів у Таганрозі, проживаючи у молодшого брата Федора, який служив там головою комерційного суду. Далі продовжував лікування в Полтаві, а потім переїхав у Кибинці на Полтавщині до свого бувшого міністра Д. Трощинського, де уклав каталог його родинної бібліотеки.
В 1819 році на запрошення товариша по Києво-Могилянській академії архієпископа Антонія (Смирницького) поселився в Києво-Печерській Лаврі, де архієпископ був намісником. «Мені стало дуже прикро поневірятися по так званих приятельських домах, де я завжди мав тримати себе у вимушеному стані», — писав Мартос «великому магістру лож» П. Левенгагену, пояснюючи причину проживання в монастирі.
В Києво-Печерській лаврі І. Мартос прожив 10 років, збирав і переписував літописи та історичні документи в київських монастирях і архівах. Тісно спілкуючись з завідувачем Лаврськими садами, написав детальну інструкцію по садівництву. В березні 1829 року разом з І. П. Мартосом був посередником при отриманні митрополитом Київським Євгенієм (Болховітіновим) від архітектора М. Ю. Єфимова креслень та планів Десятинної церкви.
В останні роки життя захопився містицизмом, залишив кілька рукописів на окультні теми. Містичний твір «Церква» передав для рецензії митрополиту Київському Євгенію, отримавши від владики вкрай негативну оцінку.
В кінці травня 1830 року переїхав на хутір Парк-Трудолюб Миргородського повіту до свого друга В. Я. Ломиковського, де й помер 4 (16) квітня 1831 року від серцевого нападу. Похований на родинному цвинтарі Ломиковських. На прохання брата Федора скульптор І. П. Мартос виготовив надгробну колону з написом, яку встановили біля підніжжя могили. Пам'ятник був зруйнований в радянські часи, його фрагмент нині зберігається в історико-краєзнавчому музеї села Шахворостівка на Полтавщині.

### Нагороди
- Орден Святої Анни 2-го ст.
- Орден Святого Володимира 4-го ст.

## Творчий спадок
Більшість творів І. Мартоса залишилася в рукописах. В архівах є статті про образотворче мистецтво, про користь кавказьких кислих вод і твори з містичної тематики.

### Опубліковані твори
Джерело — Электронные каталоги РНБ [Архівовано 3 березня 2016 у Wayback Machine.]
- Мартос И. Р. Исследование банного строения, о котором повествует летописец Нестор: Любителям древности и исторических истин. — СПб.: тип. Ивана Глазунова, 1809. — 2+35+1 с.
- Мартос И. Р. Подробное наставление, составленное заведывающим садами Киево-Печерской лавры. — СПб.: тип. Деп. внешней торг., 1837. — 50 с.